# Robert Lewandowski
Robert Lewandowski (n. 21 august 1988, Varșovia, Polonia) este un fotbalist din Polonia, care joacă pe post de atacant la Barcelona în La Liga. Pe plan internațional, are prezențe la națională pentru Polonia și Polonia U21⁠(d).
După ce a fost golgheter în a treia și a doua ligă de fotbal din Polonia cu echipa sa, Znicz Pruszków, s-a transferat la echipa din prima ligă Lech Poznań, fiind golgheterul campionatului și ajutându-și echipa să câștige trofeul în sezonul 2009–2010. În 2010 s-a transferat la Borussia Dortmund pentru suma de 4,5 milioane de euro, unde a câștigat mai multe trofee, inclusiv două campionate consecutive. Înainte de startul sezonului 2014–2015, s-a transferat la rivala Borussiei, Bayern München, iar cota lui actuală este de 70 milioane de euro. În 2013, el s-a calificat cu Borussia în Finala Ligii Campionilor 2013, fiind în acel sezon al competiției al doilea golgheter după Cristiano Ronaldo.
Înaintea începutului sezonului 2014-2015, Lewandowski a ajuns la rivala Bayern München, ca jucător liber de contract. La München, el a câștigat titlul în Bundesliga de patru ori din primele patru posibile, făcând parte din echipa anului în Bundesliga în fiecare sezon. În sezoanele 2015-2016 și 2017-2018 a ieșit golgheter, iar în sezonul 2016-2017 a fost numit fotbalistul anului în Bundesliga. El a făcut parte din echipa sezonului a Ligii Campionilor de două ori. A adunat peste 190 de goluri în Bundesliga, fiind jucătorul străin care a atins cel mai rapid borna de 100 de goluri. Pe 22 septembrie 2015, Lewandowski a înscris cinci goluri în poarta celor de la VfL Wolfsburg în nouă minute, fiind cea mai rapidă cvintuplă dintr-un campionat important al Europei de când se țin statistici.
În sezonul 2020–2021 a depășit recordul celor mai multe goluri înscrise într-un sezon de Bundesliga, deținut anterior de Gerd Müller. Lewandowski a inscris 41 de goluri în 29 de meciuri pentru clubul Bayern München.
Jucând pentru naționala Poloniei din 2008, Lewandowski a strâns peste 100 de apariții și a fost membru al echipei pentru Euro 2012, Euro 2016 și Campionatul Mondial din 2018. Cu 55 de goluri, se clasează pe locul întâi în ierarhia golgheterilor polonezi din istorie. În 2015, a fost votat Sportivul polonez al anului și în 2016 a ieșit al patrulea în clasamentul pentru Balonul de Aur. A fost desemnat Jucătorul polonez al anului de șapte ori, record pentru acest clasament. The Guardian l-a considerat ca fiind al cincilea cel mai bun fotbalist al planetei în 2015.

## Cariera de club

### Primii ani
Lewandowski și-a început cariera la MKS Varșovia, unde ca și junior a jucat 7 ani. La acea vreme, el era mic de statură și era firav, motiv pentru care a fost poreclit „Bobek". În 1997 s-a transferat la Delta Varșovia unde a jucat timp de 7 ani în echipe de tineri și juniori și într-un final a reușit să joace în prima echipă, marcând 4 goluri.

### Znicz Pruszków
În iulie 2006, el a semnat un contract cu echipa din divizia a treia Znicz Pruszków, care a plătit 5000 de zloți pe el.
Principalul susținător al talentului lui Lewandowski a fost un nou antrenor de la Pruszkow, Andrzej Blacha, care, cu un an înainte, a vrut să-l aducă la Hutnik Varșovia, echipă pe care a condus-o. În două sezoane a marcat 37 goluri pentru Znicz, 36 în liga și unul în Cupa Poloniei). Echipa era construită în mare parte din tineri, Lewandowski jucând aici cu Radosław Majewski și Paweł Zawistowski. În sezoanele 2006-2007 și 2007-2008, Lewandowski a fost golgheterul ligii a treia, respectiv al doilea golgheter al ligii a doua..

### Lech Poznań

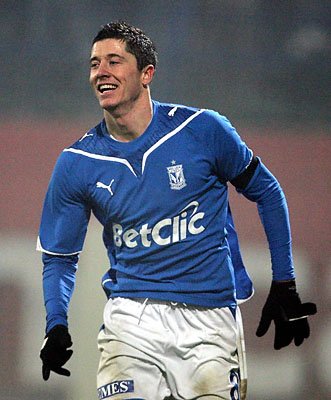
Lewandowski evoluând pentru Lech Poznań.

În iunie 2008, Lech Poznań l-a transferat pe Lewandowski de la Znicz pentru 1,5 milioane de zloți. În aceeași lună, agentul lui Lewandowski, Cezary Kucharski l-a propus pe acesta fostei sale echipe, Sporting Gijón, care promovase în prima ligă spaniolă după 10 ani de absență. Însă, Sporting l-a refuzat.
A debutat la Lech în iulie 2008, intrând pe teren pe parcursul meciului din prima rundă de calificări a Cupei UEFA împotriva echipei Khazar Lankaran din Azerbaidjan. În acel meci el a marcat unicul gol. În timpul debutului său din Ekstraklasa, în primul meci al sezonului împotriva celor de la GKS Bełchatów, el a marcat un gol la doar 4 minute de la începerea celei de-a doua reprize. În primul său sezon în prima ligă poloneză s-a clasat pe locul al doilea în topul marcatorilor. Următorul sezon, a devenit golgheter cu 18 goluri în 42 de meciuri și și-a ajutat echipa să câștige campionatul.

### Borussia Dortmund

#### Sezonul 2010–2011
După speculațiile presei referitoare la transferul lui Lewandowski la diverse echipe, el a ales să se transfere la echipa germană din prima ligă Borussia Dortmund în iunie 2010, semnând un contract valabil pe 4 ani, fosta sa echipă Lech Poznan primind în schimbul său 4,5 milioane de euro. Pe 19 septembrie, a înscris primul său gol în Bundesliga, într-o victorie cu 3–1 a Borussiei în derby-ul cu Schalke 04.

#### Sezonul 2011–2012
În sezonul 2011–2012, Lewandowski a profitat de accidentarea lui Lucas Barrios și astfel și-a asigurat locul de titular până în pauza de iarnă. În primul meci al sezonului, din prima rundă a Cupei Germaniei, atacantul a înscris de două ori în victoria cu 3-0 împotriva echipei SV Sandhausen. Pe 20 august, Lewandowski a dat și primul gol în Bundesliga, în victoria cu 2-0 împotriva lui 1. FC Nürnberg. Pe 1 octombrie, Lewandowski a oferit o pasă de gol și a marcat 3 goluri în victoria cu 4–0 împotriva echipei FC Augsburg, după o înfrângere dezamăgitoare cu 0–3 în fața lui Olympique de Marseille în grupele Ligii Campionilor. Dortmund a urcat pe poziția a doua în Bundesliga în urma unei victorii confortabile cu 5–0 împotriva lui 1. FC Köln pe 22 octombrie, în care Lewandowski a marcat de două ori. În deplasarea de la SC Freiburg de pe 17 decembrie, Lewandowski a reușit o dublă și a oferit o pasă de gol lui Kevin Großkreutz, Dortmund impunându-se cu 4-1. Datorită performanțelor sale, el a primit premiul „Cel mai bun fotbalist al anului în Polonia”.
După pauza de iarnă, pe 22 ianuarie 2012, Dortmund a învins-o pe Hamburger SV cu 5–1, egalând în clasament liderul Bayern München; Lewandowski a marcat de două ori și a oferit o pasă de gol lui Jakub Błaszczykowski. A înscris unicul gol al partidei în victoria cu 1–0 de pe teren propriu împotriva lui Bayern München pe 11 aprilie. Acest rezultat i-a oferit lui Dortmund un avantaj de 6 puncte în clasament cu doar 4 etape înainte de finalul sezonului. Pe 21 aprilie Lewandowski a oferit o pasă de gol lui Shinji Kagawa în minutul 59, câștigând cu 2–0 împotriva Borussiei Mönchengladbach, asigurând astfel Borussiei Dortmund al doilea titlu consecutiv. În ultima etapă de Bundesliga, Lewandowski a marcat două goluri în victoria cu 4-0 în fața echipei Freiburg.
Lewandowski a încheiat anul pe locul 3 în topul golgheterilor, cu 22 de goluri, niciunul din penalty, și 6 pase de gol.
În ultimul meci oficial al sezonului, Lewandowski a marcat 3 goluri în victoria cu 5-2 din finala Cupei Germaniei, împotriva lui Bayern München, fiind pentru prima oară în istorie când Borussia Dortmund câștigă Bundesliga și cupa Germaniei în același sezon. Lewandowski a câștigat titlul de golgheter în Cupa Germaniei, cu 7 goluri în 6 meciuri.

#### Sezonul 2012–2013

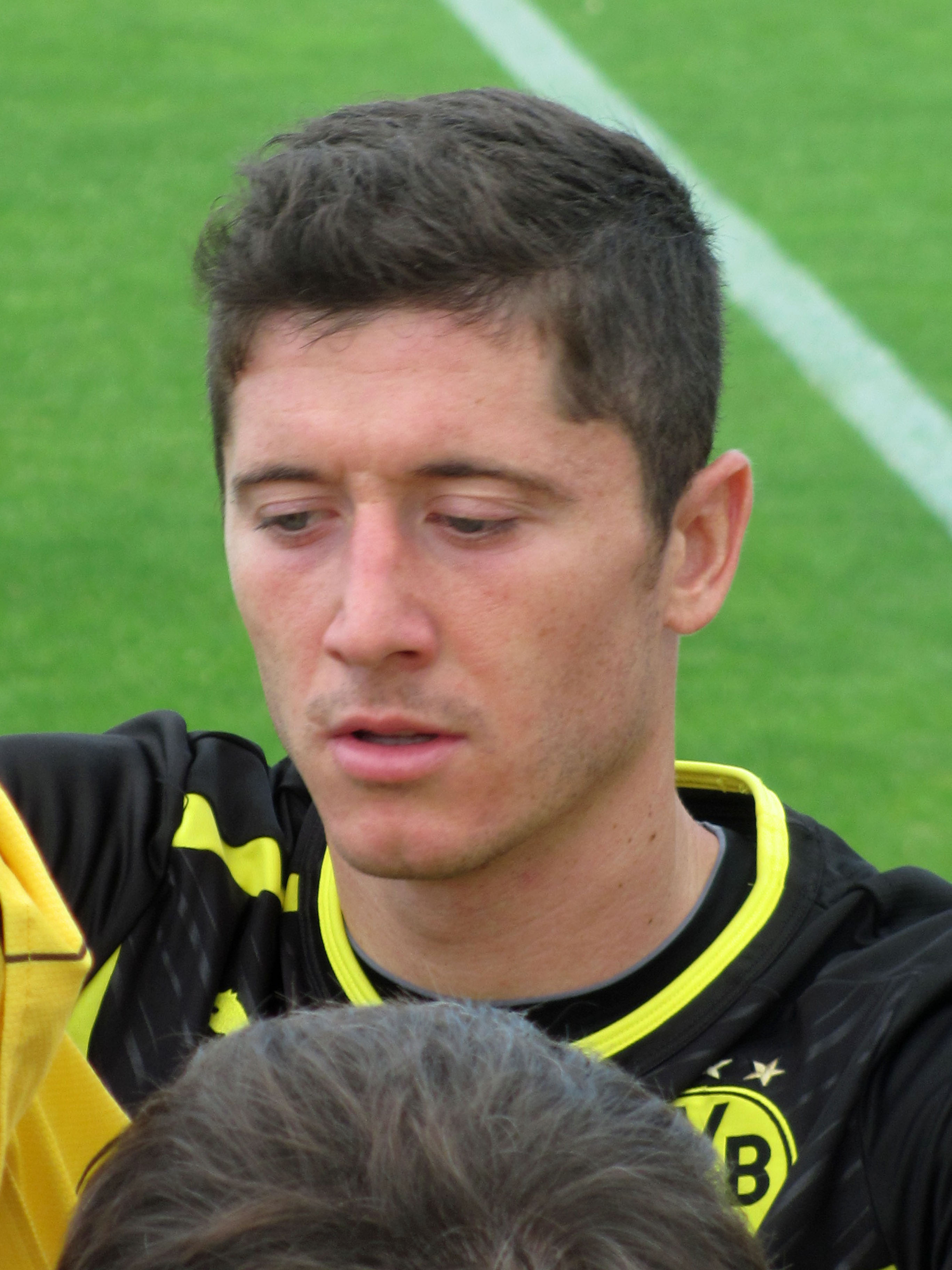
Lewandowski semnând autografe

Lewandowski a jucat primul meci în Bundesliga în victoria lui Dortmund cu 2–1 împotriva lui Werder Bremen, în prima etapă a sezonului. A înscris primul gol în victoria cu 3–0 împotriva lui Bayer Leverkusen pe 15 septembrie 2012, Dortmund ajungând la al 31-lea meci fără înfrângere și urcând pe locul 3 în Bundesliga. A stabilit un nou record al clubului, ajungând la 12 meciuri consecutive de campionat în care marchează, depășindu-l pe Friedhelm Konietzka. A încheiat sezonul cu 24 de goluri marcate, la doar un gol în spatele golgheterului Stefan Kießling; însă Lewandowski avea trei meciuri mai puțin, lipsind din două dintre acestea din cauză că a încasat două cartonașe roșii.
În primul meci din Champions League, Lewandowski a marcat în minutul 87 unicul gol al meciului cu Ajax. Directorul Borussiei, Michael Zorc, declara în februarie 2013 că Lewandowski nu își va prelungi contractul, și va pleca în vara lui 2013 sau la sfârșitul sezonului 2013–14.
Pe 24 aprilie 2013, Lewandowski a devenit primul jucător din istorie care marchează 4 goluri într-o semifinală de Champions League, Borussia Dortmund învingând pe teren propriu pe campioana Spaniei, Real Madrid, cu scorul de 4–1, în prima manșă a semifinalelor. Pe 25 mai, el a jucat în Finala Ligii Campionilor 2013, însă Borussia a pierdut-o cu scorul de 1–2 în fața rivalei Bayern München.

#### Sezonul 2013–2014
Pe 27 iulie 2013, Lewandowski câștiga Supercupa Germaniei cu Dortmund, învingând-o pe Bayern München cu 4-2. A marcat primul gol al sezonului în victoria cu 4–0 împotriva lui Augsburg din prima etapă a Bundesligii de pe 10 august. Pe 1 noiembrie a fost singurul meci al sezonului în care a marcat 3 goluri, o victorie cu 6–1 împotriva lui VfB Stuttgart.
Pe 25 februarie 2014, Lewandowski a înscris două goluri împotriva echipei Zenit Saint Petersburg în manșa tur a șaisprezecimilor de finală ale Champions League, devenind jucătorul cu cele mai multe goluri din istorie al Borussiei în competițiile europene, depășind recordul de 16 goluri al lui Stéphane Chapuisat. A înscris al 100-lea său gol pentru Borussia în al 182-lea meci jucat, într-o victorie împotriva echipei VfL Wolfsburg din semifinalele Cupei Germaniei de pe 16 aprilie 2014, și a primit un tricou cu numărul 100.
Lewandowski a încheiat sezonul 2013–14 ca golgheter în Bundesliga cu 20 de goluri. De asemenea a înscris 6 goluri în Liga Campionilor, unde Borussia a ajuns până în sferturile de finală. Pe durata manșei retur a dublei din șaisprezecimi dintre Borussia Dortmund și Zenit St. Petersburg, Lewandowski a încasat un cartonaș galben și astfel a fost suspendat în meciul tur din sferturile de finală, împotriva lui Real Madrid, din cauza cumulului de cartonașe.
Lewandowski a jucat ultimul său meci pentru Dortmund în finala Cupei Germaniei din 2014, împotriva lui Bayern München, pe 17 mai. Lewandowski a jucat toate cele 120 de minute ale finalei, Dortmund pierzând cu scorul de 0–2.

### Bayern München

#### Sezonul 2014-2015
Pe 3 ianuarie 2014 Lewandowski a semnat un precontract cu rivalii Borussiei Dortmund, Bayern München; a semnat un contract valabil pe 5 ani, urmând să se alăture echipei la începutul sezonului 2014–15. Lewandowski a fost prezentat oficial la Bayern München pe 9 iulie 2014. Pre–sezonul a început pe 9 iulie 2014 când a fost prezentat. A debutat în pre–sezon pe 21 iulie 2014, marcând un gol. A debutat oficial pentru noua sa echipă în Supercupa Germaniei, în meciul pierdut de Bayern cu 0–2 în fața Borussiei Dortmund pe 13 august 2014. A înscris primul său gol în egalul 1–1 cu Schalke 04, din etapa a doua a Bundesligii, pe 30 August. Pe 1 noiembrie, în primul său meci de campionat împotriva Dortmundului, Lewandowski a înscris un gol în victoria cu 2–1 care a făcut-o pe Bayern să își consolideze poziția de lider, ajungând la patru puncte de locul doi, iar pe fosta sa echipă, Borussia, să ajungă pe locul care duce la barajul de retrogradare. În al treilea meci al sezonului jucat împotriva lui Dortmund pe 4 aprilie 2015, Lewandowski a marcat în minutul 36, iar echipa sa a câștigat cu 1–0. A marcat după ce Roman Weidenfeller a parat șutul lui Thomas Müller.
Pe 21 februarie 2015, Lewandowski a marcat de două ori în victoria obținută de Bayern în fața lui SC Paderborn 07, scor 6-0, cu al doilea gol înscris de el reprezentând al zecelea marcat în campionat. Pe 21 aprilie a marcat două goluri reușind să treacă de FC Porto cu scorul de 7–4 la general și a ajuns în semifinalele Ligii Campionilor. Cinci zile mai târziu, după ce VfL Wolfsburg a pierdut în fața lui Borussia Mönchengladbach, Bayern a câștigat titlul în Bundesliga. Pe 28 aprilie, el a înscris din nou în semifinala Cupei Germaniei cu Dortmund, dar echipa sa a fost eliminată la penaltiuri după ce scorul era egal după 120 de minute, 1–1. Cu 17 goluri în 31 de meciuri, Lewandowski a fost al doilea golgheter al Bundesligii, la egalitate cu coechipierul său Arjen Robben, în urma lui Alexander Meier de la Eintracht Frankfurt. A terminat sezonul cu 25 de goluri în 49 de meciuri.

#### Sezonul 2015-2016
În meciul cu VfL Wolfsburg din 22 septembrie 2015, a intrat pe teren la pauză și a înscris cinci goluri în nouă minute.

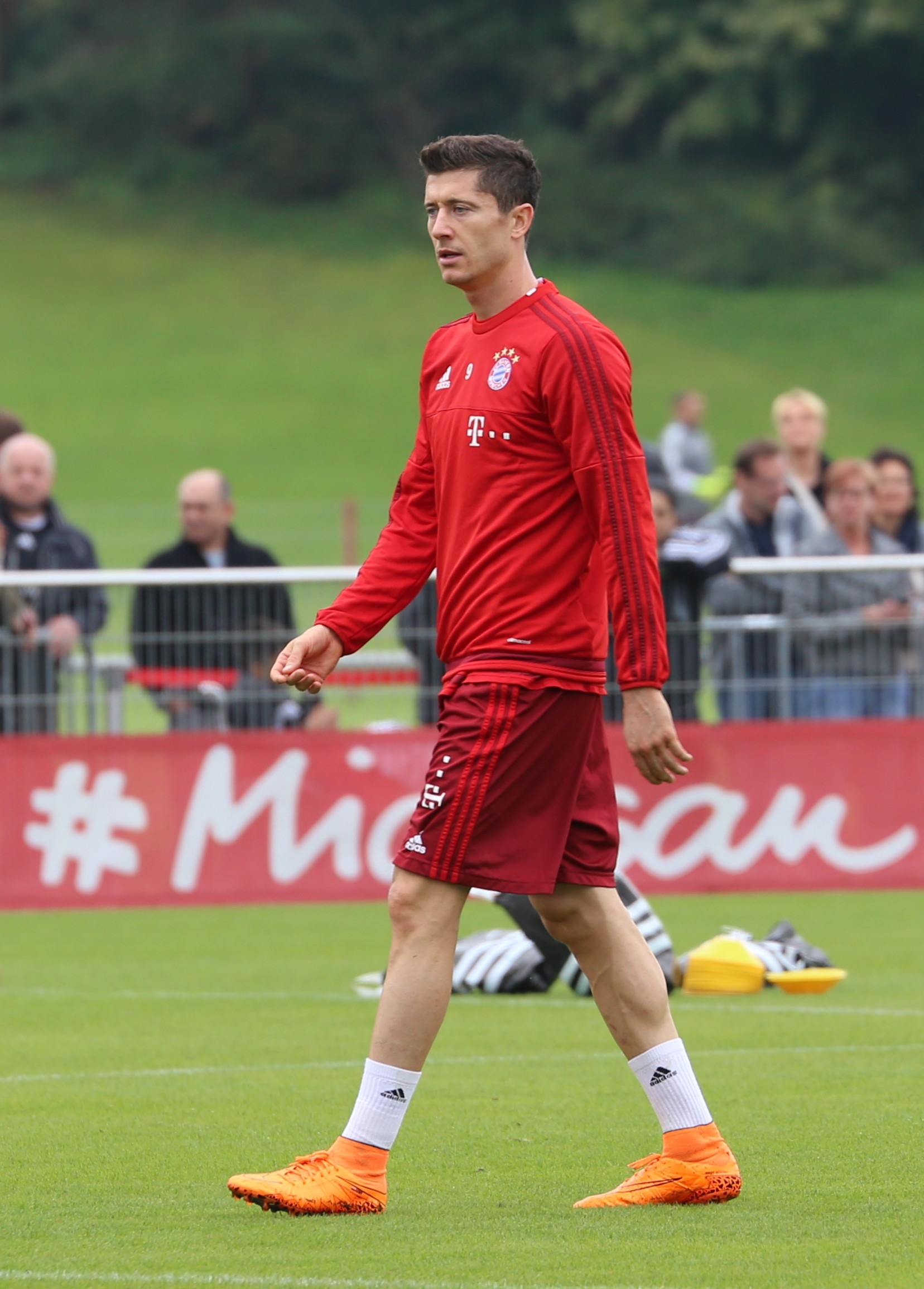
Lewandowski la antrenamente în septembrie 2015

Al doilea sezon al lui Lewandowski pentru bavarezi a început cu Supercupa Germaniei pe 1 august, cu Bayern pierzând la penaltiuri meciul cu VfL Wolfsburg din deplasare; a fost înlocuit în minutul 72 cu Rafinha. Opt zile mai târziu, în prima rundă a DFB-Pokal, a marcat ultimul gol al partidei în victoria scor 3–1 cu clubul FC Nöttingen din Oberliga Baden-Württemberg. Pe 14 august, în meciul de deschidere al noului sezon al Bundesligi, al marcat al doilea gol al victoriei cu Hamburg (5–0).
Pe 22 septembrie 2015, Lewandowski a stabilit un record în Bundesliga intrând ca rezervă în meciul cu Wolfsburg, în care Bayern era condusă cu scorul de 0–1 și a marcat cinci goluri în 8 minute și 59 de secunde, fiind cel mai rapid jucător care înscrie cinci goluri din istoria Bundesligii. Meciul s-a încheiat cu scorul de 5-1, cu Lewandowski stabilind și recordul pentru cel mai rapid hat-trick (trei goluri în patru minute), și cele mai multe goluri înscris de o rezervă (cinci). Cele cinci goluri înscrise de Lewandowski în nouă minute au reprezentat cea mai rapidă cvintuplă dintr-un campionat important al Europei de când Opta a început să țină statistici, și au încheiat seria de 14 meciuri fără înfrângere înregistrată de Wolfsburg în acel moment. A primit patru certificate din partea Guinness World Records pentru această realizare.
Patru zile mai târziu, a înscris de două ori în victoria scor 3–0 acasă la 1. FSV Mainz 05, primul dintre goluri reprezentând cel de-al o sutălea gol marcat în 168 de meciuri de Bundesliga, un record pentru un jucător străin. A atins și borna de 10 goluri în primele șapte meciuri de la deschiderea campionatului, lucru realizat în trecut doar de Gerd Müller. Pe 29 septembrie el a marcat un hat-trick în victoria scor 5–0 cu Dinamo Zagreb din Liga Campionilor, ajungând la zece goluri în trei meciuri într-o săptămână. A mai marcat două goluri în victoria scor 5–1 cu Dortmund, ajungând la 12 goluri în patru meciuri. Pe 24 octombrie, Lewandowski a marcat în victoria de acasă cu 1. FC Köln, partidă încheiată cu scorul de 4–0, în urma căreia Bayern a devenit prima echipă care a câștigat primele zece meciuri din sezon. Victoria din Köln a reprezentat și a o mia victorie a Bayernului în Bundesliga. Pe 11 ianuarie 2016, el s-a clasat pe locul al patrulea la Balonul de Aur FIFA din 2015.
Pe 19 martie 2016, Lewandowski a marcat singurul gol al victoriei cu 1–0 în fața Kölnului ajungând la un total de 25 de goluri; un nou record personal. El a marcat 24 de goluri pentru Borussia Dortmund în sezonul 2012-2013. Golul marcat împotriva lui Atlético de Madrid pe 3 mai în a doua manșă a semi-finalei a reprezentat cel de-al nouălea și ultimul gol marcat în Liga Campionilor în acel sezon.
Pe 7 mai 2016, Lewandowski a marcat ambele goluri ale victoriei lui Bayern din deplasare, scor 2–1 cu FC Ingolstadt, în urma căreia echipa bavareză a devenit campioana Germaniei pentru a patra oară consecutiv. A marcat al treizecilea său gol în Bundesliga în ultimul meci al Bayernului o săptămână mai târziu, cel de acasă cu Hanovra 96. Cu acest gol Lewandowski a devenit primul jucător străin care a marcat 30 de goluri în Bundesliga, primul jucător care a atins borna de 30 de goluri de la Dieter Müller în sezonul 1976–1977, și a devenit golgheter pentru a doua oară în trei sezoane. A terminat sezonul cu 42 de goluri în 51 de meciuri.

#### Sezonul 2016-2017

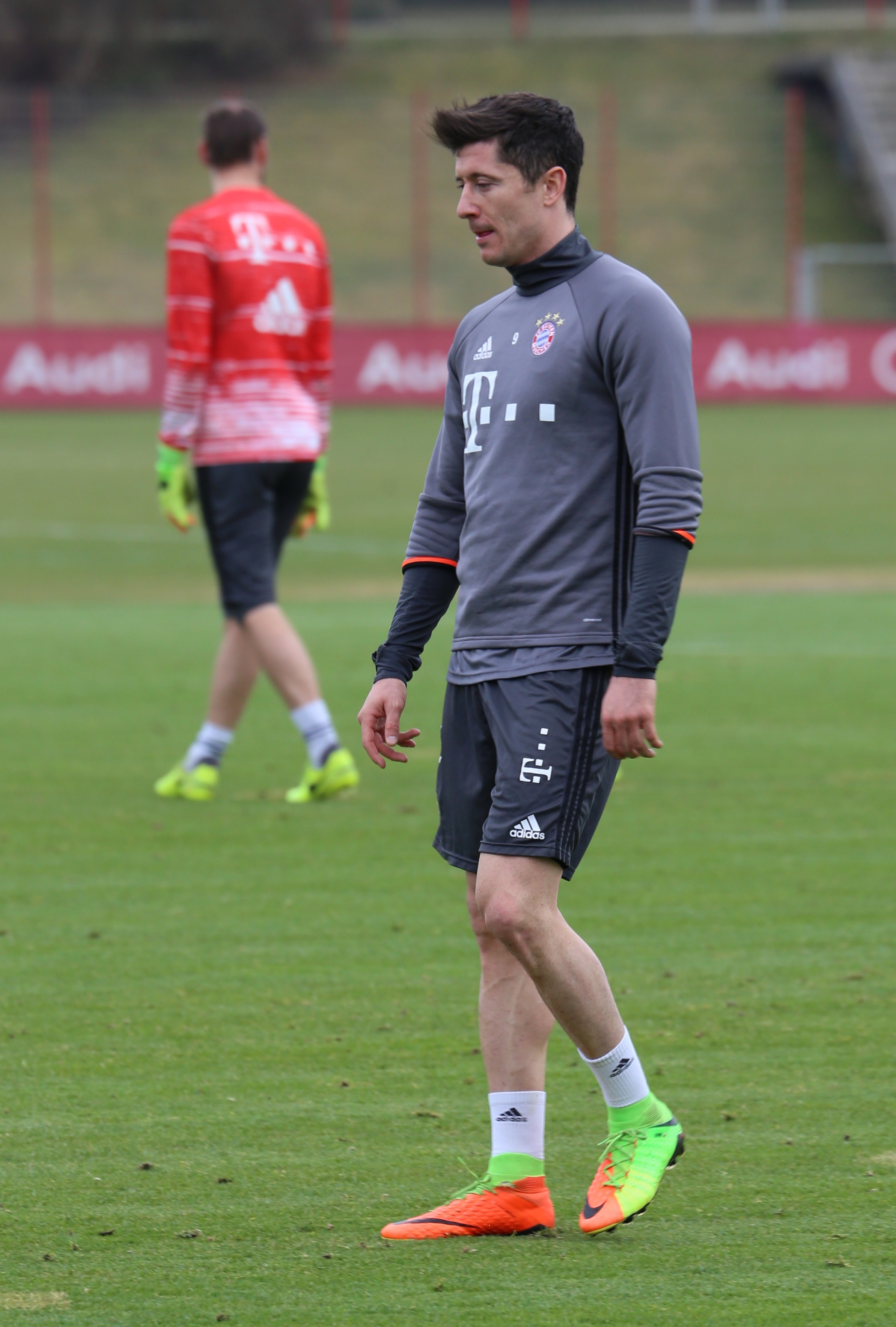
Lewandowski la antrenamente în martie 2017

Sezonul 2016-2017 a început cu Bayern câștigând Supercupa Germaniei pe 14 august 2016. Pe 19 august, în prima rundă a DFB-Pokal, Bayern a învins-o pe Carl Zeiss Jena cu 5–0, cu Lewandowski marcând un hat-trick în prima repriză. I-a dat și o pasă de gol lui Arturo Vidal în minutul 72. În primul meci din campionat Lewandowski a marcat un hat-trick în victoria din deplasare, scor 6–0 cu Werder Bremen.
Pe 13 decembrie, Lewandowski a semnat un nou contract cu Bayern până în 2021.
Pe 11 martie 2017, Lewandowski a ajuns la 100 de goluri pentru Bayern în a 137-a sa apariție pentru acest club, înscriind două goluri într-un meci câștigat cu 3-0 contra Eintracht Frankfurt în Bundesliga. A terminat sezonul cu 42 de goluri în 47 de meciuri.

#### Sezonul 2017-2018
Sezonul a început cu Bayern München câștigând Supercupa Germaniei 2017 în detrimentul Borussiei Dortmund. Lewandowski a marcat primul gol al meciului pentru Bayern în urma unei centrări venite din partea lui Joshua Kimmich. După prelungiri scorul era 2-2. Lewandowski a marcat primul gol al seriei de penaltiuri câștigată de Bayern cu 5-4.
Lewandowski a început de unde a rămas în sezonul precedent și a fost unul din golgheterii primelor etape din Bundesliga. Pe 13 decembrie 2017, într-un meci de campionat cu 1. FC Köln, el a marcat singurul gol al partidei prin care a reușit să intre în primii zece marcatori ai Bundesligii din istorie. Peste două luni, în etapa a 22-a, Lewandowski a marcat din nou împotriva lui Schalke 04 pe Allianz Arena egalând recordul de 11 goluri marcate în 11 meciuri de acasă, un record deținut atunci de antrenorul de la acea vreme a lui Bayern, Jupp Heynckes. El a continuat forma bună de joc marcând un hat-trick împotriva lui Hamburg, cu echipa sa câștigând cu 6-0, ratând și un penalty care i-ar fi adus al patrulea gol în acel meci. Acesta a fost primul penalty pe care l-a ratat de când a semnat cu Bayern, însă și-a luat revanșa marcând cel de-al treilea gol din al doilea penalty primit de Bayern în acel meci.
Pe 11 februarie, Lewandowski a ieșit Fotbalistul polonez al anului pentru a șaptea oară consecutiv. Pe 22 februarie, Lewandowski și-a concediat impresarul pe care îl avea de mai mult timp, Cezary Kucharski. Lewandowski l-a angajat pe Pini Zahavi, mutare care a fost interpretată în presă ca pregătire a unui transfer la Real Madrid în timpul verii. Pe 24 Februarie, Lewandowski a jucat cel de-al 250-lea meci în Bundesliga împotriva echipei Hertha BSC. Pe 19 mai Lewandowski a marcat singurul gol al lui Bayern München în înfrângerea, scor 3–1, din finala Cupei Germaniei cu Eintracht Frankfurt.
Lewandowski a terminat sezonul ca golgheter al Bundesligii cu 29 de goluri. A fost pentru a treia oară când Lewandowski a ieșit golgheter în Bundesliga. Lewandowski a terminat sezonul cu 41 de goluri în 48 de meciuri în toate competițiile.

#### Sezonul 2018-2019
După o vară plină cu speculații legate de transferul său, președintele lui Bayern München, Karl-Heinz Rummenigge, a declarat într-un interviu făcut pe 1 august că Lewandowski nu va fi lăsat să plece pentru nicio sumă. Rummenigge a spus că „ușile noastre rămân închise, iar jucătorii de top pe care îi avem la Bayern vor rămâne. Cu Robert noi vrem să trimitem un mesaj clar în cadrul clubului dar și în afara lui: Bayern München este complet diferită de alte cluburi care se înmoaie când văd anumite sume menționate”.
Pe 12 august, Lewandowski a marcat primul hat-trick în Supercupa Germaniei luându-și revanșa în fața lui Eintracht Frankfurt și câștigând-o pentru a șaptea oară. A devenit și cel mai bun marcator din Supercupa Germaniei din toate timpurile.
Pe 27 noiembrie, Lewandowski a devenit al treilea cel mai rapid jucător care a marcat 50 de goluri în Liga Campionilor când a marcat două goluri în victoria cu 5–1 în fața Benficăi. Lewandowski a realizat această performanță în doar 77 de meciuri în Liga Campionilor. În acest sezon, Lewandowski este golgheterul Ligii Campionilor cu opt goluri în șase meciuri.

## Cariera internațională

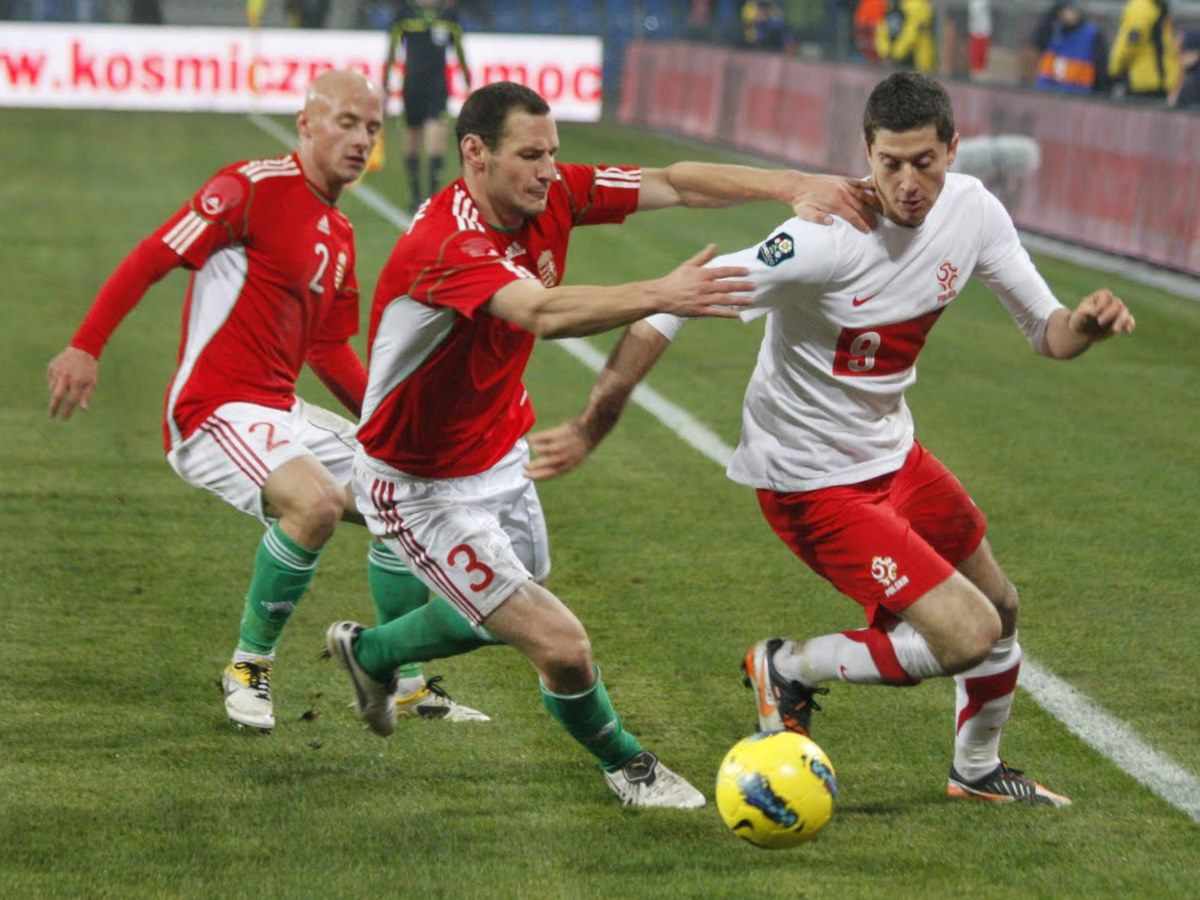
Lewandowski (dreapta) jucând pentru Polonia împotriva Ungariei

Lewandowski a avut 3 apariții pentru echipa U21 a Poloniei, în meciurile amicale cu Anglia, Belarus și Finlanda.
Debutul pentru naționala mare a venit pe 10 septembrie 2008, la trei săptămâni după ce a avut aniversarea de 20 de ani, împotriva lui San Marino; a intrat pe parcursul meciului din postura de rezervă și a marcat un gol. Doar Włodzimierz Lubański a mai marcat un gol la debutul pentru națională la o vârstă mai mică decât a lui Lewandowski, având 16 ani la acea vreme.
La Varșovia, în primul meci al turneului Euro 2012 împotriva Greciei, Lewandowski a înscris primul gol al competiției în urma unei pase de la viitorul său coleg de la Dortmund, Jakub Błaszczykowski și a fost desemnat omul meciului. A jucat în toate cele trei meciuri ale Poloniei de la turneu, care însă a fost eliminată încă din faza grupelor, acumulând doar 2 puncte.
În campania de calificare la Campionatul Mondial din 2014, Lewandowski a marcat în total 3 goluri: 2, ambele din penalty, în victoria cu 5-0 de pe teren propriu în fața lui San Marino și un gol egalizator, în egalul 1-1 de la Varșovia împotriva Muntenegrului.
Pe 7 septembrie 2014, în primul meci al Poloniei din campania de calificare la Euro 2016, în deplasarea de pe terenul celor din Gibraltar, Lewandowski a înscris primul său hat-trick internațional, înscriind chiar 4 goluri în victoria cu 7–0. Pe 13 iunie 2015, el a marcat un alt hat-trick în victoria Poloniei cu 4–0 în fața Georgiei, cu trei goluri marcate în patru minute. Pe 8 octombrie, el a marcat de două ori în egalul din deplasare cu Scoția, scor 2-2, meci în care a deschis scorul și a egalat în ultima fază eliminând astfel gazdele din competiție. Trei zile mai târziu, a dat un gol cu capul în victoria, scor 2–1, în fața Irlandei, cu Polonia calificându-se la turneul final al Campionatului European care a avut loc în Franța. Lewandowski a terminat campania de calificări cu 13 goluri, egalând recordul lui David Healy, jucător al Irlandei de Nord, stabilit în calificările pentru Campionatul European din 2008.
La UEFA Euro 2016 din Franța, Lewandowski nu a avut niciun șut pe poartă până la meciul din optimi cu Elveția care s-a jucat la Saint-Étienne. După 120 de minute scorul era egal, 1–1, iar Lewandowski a marcat primul gol din seria de penaltiuri câștigată de polonezi, care astfel au reușit să se califice în sferturile competiției pentru prima dată. În a o suta secundă a sfertului cu Portugalia de pe Stade Vélodrome, el a reluat în poartă o centrare de-a lui Kamil Grosicki. După 120 de minute scorul era egal, 1–1, iar la penaltiuri Lewandowski a marcat din nou, dar Polonia a pierdut. În momentul eliminării Poloniei de la Campionatul European, Lewandowski era cel mai faultat jucător al turneului final.
Pe 5 octombrie 2017, Lewandowski a marcat un hat-trick în victoria scor 6–1 cu Armenia, ajungând la 50 de goluri marcate pentru Polonia și depășind recordul de 48 de goluri al lui Włodzimierz Lubański, devenind astfel cel mai bun marcator al Poloniei din toate timpurile. Pe 8 octombrie 2017, Lewandowski a marcat un gol în victoria cu Muntenegru, scor 4-2. A terminat calificările pentru Campionatul Mondial FIFA 2018 cu un total de 16 goluri, un record pentru preliminariile Campionatului Mondial.
Lewandowski a făcut parte din lotul Poloniei care a participat la Campionatul Mondial din 2018 care a avut loc în Rusia. Lewandowski a jucat toate minutele în cele trei meciuri disputate de Polonia, împotriva Senegalului, Columbiei și Japoniei. Lewandowski nu a marcat niciun gol, iar Polonia a fost eliminată din grupe.

## Stil de joc
Un finalizator precis și eficient, atât cu capul cât și cu ambele picioare, Lewandowski este un golgheter prolific considerat de analiști drept unul din cei mai buni atacanți din fotbalul modern; un vârf echilibrat, el posedă toate calitățile necesare unui număr 9: statură, putere, echilibru, viteză, plasament și șutează bine cu ambele picioare. Deși zona lui de acțiune este în special în careu, datorită plasamentului, abilității de a șuta din prima și a puterii arătate în duelurile aeriene, tehnicitatea, viziunea și fizicul lui îi permit să stea cu spatele la poartă și să tragă adversarii după el, sau să obțină faulturi în zone periculoase pentru echipa adversă; deși joacă de obicei ca unicul atacant al echipei, el este cunoscut și pentru efortul depus și pentru contribuțiile sale în defensivă, fiind capabil de a coborî între linii pentru a creea spații pentru coechipieri, sau să surprindă fundașii adverși făcând sprinturi neașteptate în zonă. Pe lângă abilitățile de marcator, Lewandowski a fost lăudat de analiști, jucători și antrenori pentru etica muncii, condiție fizică bună, mentalitate și disciplină, atât pe teren cât și în afara lui.

## Statisticile carierei

### Club
La 18 mai 2025.
| Club              | Sezon         | Campionat     | Campionat | Campionat | Cupă    | Cupă   | Europa  | Europa | Altele  | Altele | Total   | Total  |
| Club              | Sezon         | Divizie       | Meciuri   | Goluri    | Meciuri | Goluri | Meciuri | Goluri | Meciuri | Goluri | Meciuri | Goluri |
| ----------------- | ------------- | ------------- | --------- | --------- | ------- | ------ | ------- | ------ | ------- | ------ | ------- | ------ |
| Delta Varșovia    | 2004-2005     | IV liga       | 17        | 4         | 2       | 0      | -       | -      | -       | -      | 19      | 4      |
| Delta Varșovia    | Total         | Total         | 17        | 4         | 2       | 0      | 0       | 0      | 0       | 0      | 19      | 4      |
| Legia II Varșovia | 2005-2006     | III liga      | 12        | 2         | 1       | 2      | -       | -      | -       | -      | 13      | 4      |
| Legia II Varșovia | Total         | Total         | 12        | 2         | 1       | 2      | 0       | 0      | 0       | 0      | 13      | 4      |
| Znicz II Pruszków | 2006-2007     | Klasa A       | 2         | 6         | 0       | 0      | -       | -      | -       | -      | 2       | 6      |
| Znicz II Pruszków | Total         | Total         | 2         | 6         | 0       | 0      | 0       | 0      | 0       | 0      | 2       | 6      |
| Znicz Pruszków    | 2006–2007     | III liga      | 27        | 15        | 2       | 1      | –       | –      | –       | –      | 29      | 16     |
| Znicz Pruszków    | 2007–2008     | II liga       | 32        | 21        | 2       | 0      | –       | –      | –       | –      | 34      | 21     |
| Znicz Pruszków    | Total         | Total         | 59        | 36        | 4       | 1      | 0       | 0      | 0       | 0      | 63      | 37     |
| Lech Poznań       | 2008–2009     | Ekstraklasa   | 30        | 14        | 6       | 2      | 12      | 4      | –       | –      | 48      | 20     |
| Lech Poznań       | 2009–2010     | Ekstraklasa   | 28        | 18        | 1       | 0      | 4       | 2      | 1       | 1      | 34      | 21     |
| Lech Poznań       | Total         | Total         | 58        | 32        | 7       | 2      | 16      | 6      | 1       | 1      | 82      | 41     |
| Borussia Dortmund | 2010–2011     | Bundesliga    | 33        | 8         | 2       | 0      | 8       | 1      | –       | –      | 43      | 9      |
| Borussia Dortmund | 2011–2012     | Bundesliga    | 34        | 22        | 6       | 7      | 6       | 1      | 1       | 0      | 47      | 30     |
| Borussia Dortmund | 2012–2013     | Bundesliga    | 31        | 24        | 4       | 1      | 13      | 10     | 1       | 1      | 49      | 36     |
| Borussia Dortmund | 2013–2014     | Bundesliga    | 33        | 20        | 5       | 2      | 9       | 6      | 1       | 0      | 48      | 28     |
| Borussia Dortmund | Total         | Total         | 131       | 74        | 17      | 10     | 36      | 18     | 3       | 1      | 187     | 103    |
| Bayern München    | 2014–2015     | Bundesliga    | 31        | 17        | 5       | 2      | 12      | 6      | 1       | 0      | 49      | 25     |
| Bayern München    | 2015–2016     | Bundesliga    | 32        | 30        | 6       | 3      | 12      | 9      | 1       | 0      | 51      | 42     |
| Bayern München    | 2016–2017     | Bundesliga    | 33        | 30        | 4       | 5      | 9       | 8      | 1       | 0      | 47      | 43     |
| Bayern München    | 2017–2018     | Bundesliga    | 30        | 29        | 6       | 6      | 11      | 5      | 1       | 1      | 48      | 41     |
| Bayern München    | 2018–2019     | Bundesliga    | 33        | 22        | 5       | 7      | 8       | 8      | 1       | 3      | 47      | 40     |
| Bayern München    | 2019-2020     | Bundesliga    | 31        | 34        | 5       | 6      | 10      | 15     | 1       | 0      | 47      | 55     |
| Bayern München    | 2020-2021     | Bundesliga    | 29        | 41        | 1       | 0      | 6       | 5      | 4       | 2      | 40      | 48     |
| Bayern München    | 2021-2022     | Bundesliga    | 34        | 35        | 1       | 0      | 10      | 13     | 1       | 2      | 46      | 50     |
| Bayern München    | Total         | Total         | 253       | 238       | 33      | 29     | 78      | 69     | 11      | 8      | 375     | 344    |
| Barcelona         | 2022–23       | La Liga       | 34        | 23        | 3       | 2      | 7       | 6      | 2       | 2      | 46      | 33     |
| Barcelona         | 2023–24       | La Liga       | 35        | 19        | 3       | 2      | 9       | 3      | 2       | 2      | 49      | 26     |
| Barcelona         | 2024–25       | La Liga       | 33        | 25        | 3       | 3      | 13      | 11     | 2       | 1      | 51      | 40     |
| Barcelona         | Total         | Total         | 102       | 67        | 9       | 7      | 29      | 20     | 6       | 5      | 146     | 99     |
| Total carieră     | Total carieră | Total carieră | 637       | 461       | 76      | 52     | 159     | 113    | 21      | 15     | 893     | 641    |

1. ↑  Include meciuri din Cupa Poloniei, DFB-Pokal, Copa del Rey
2. ↑  Include meciuri din Supercupa Poloniei, DFL-Supercup

### Echipa națională
La 24 martie 2025. 
| Polonia |       |          |        |
| Polonia | An    | Apariții | Goluri |
| ------- | ----- | -------- | ------ |
| Polonia | 2008  | 4        | 2      |
| Polonia | 2009  | 12       | 1      |
| Polonia | 2010  | 13       | 6      |
| Polonia | 2011  | 11       | 4      |
| Polonia | 2012  | 10       | 2      |
| Polonia | 2013  | 10       | 3      |
| Polonia | 2014  | 6        | 5      |
| Polonia | 2015  | 7        | 11     |
| Polonia | 2016  | 12       | 8      |
| Polonia | 2017  | 6        | 9      |
| Polonia | 2018  | 11       | 4      |
| Polonia | 2019  | 10       | 6      |
| Polonia | 2020  | 4        | 2      |
| Polonia | 2021  | 12       | 11     |
| Polonia | 2022  | 10       | 4      |
| Polonia | 2023  | 8        | 4      |
| Polonia | 2024  | 10       | 2      |
| Polonia | 2025  | 2        | 1      |
| Polonia | Total | 158      | 85     |

## Palmares

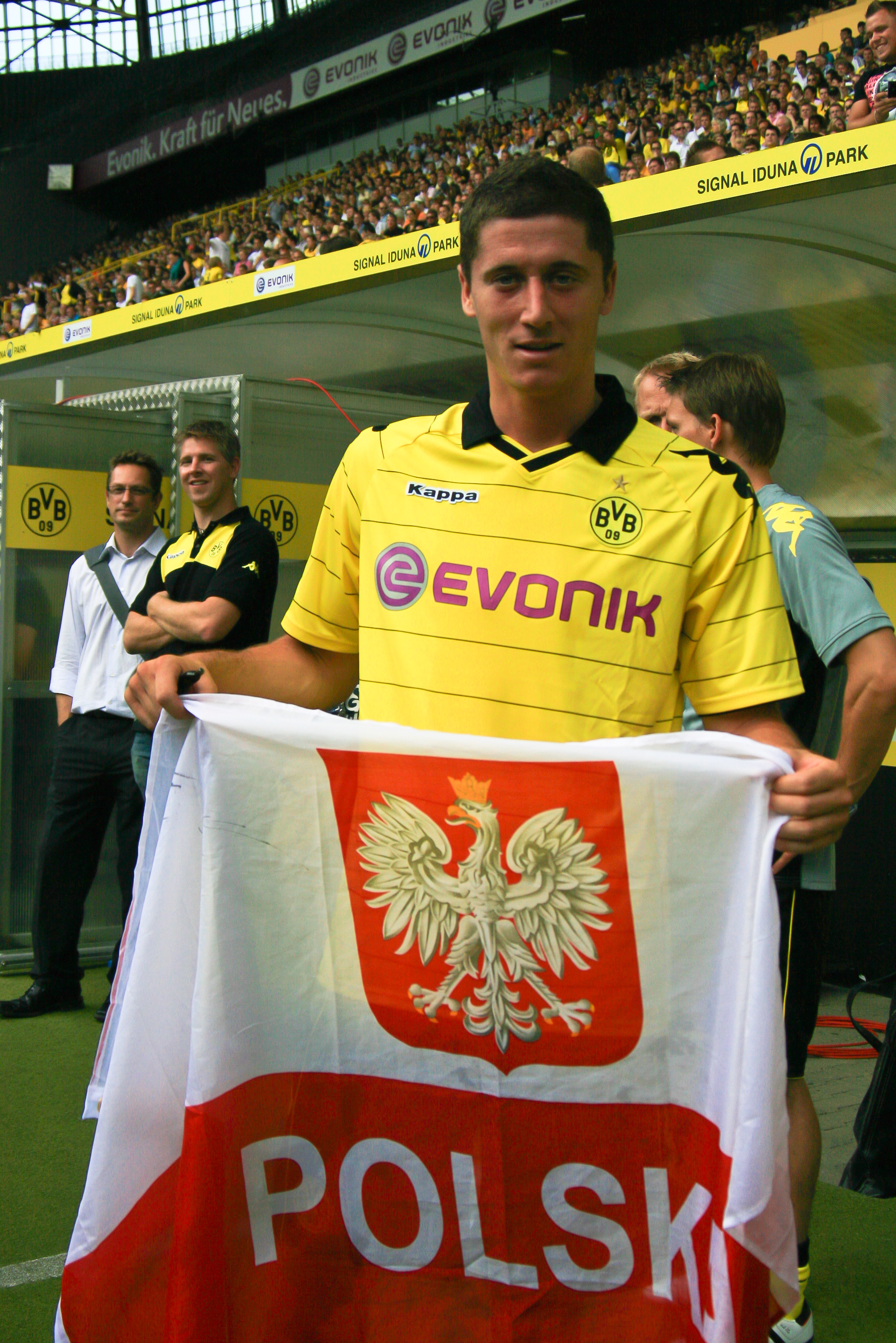
Lewandowski în 2010

### Club
Znicz Pruszków
- II liga: 2006–07

Lech Poznań
- Ekstraklasa: 2009-10
- Cupa Poloniei: 2008-2009
- Supercupa Poloniei: 2009

Borussia Dortmund
- Bundesliga: 2010-2011, 2011-2012
- Cupa Germaniei: 2011–2012
- Supercupa Germaniei: 2013
- Finalist în Liga Campionilor UEFA: 2012–2013

Bayern München
- Bundesliga: 2014-2015, 2015-2016, 2016-2017, 2017-2018, 2018-2019, 2019-2020, 2020-2021, 2021-2022
- Cupa Germaniei: 2015-2016, 2018-2019, 2019-2020
- Supercupa Germaniei: 2016, 2017, 2018, 2020, 2021
- Liga Campionilor UEFA: 2019-2020
- Campionatul Mondial al Cluburilor FIFA: 2020

## În afara fotbalului

### Viața personală
Tatăl lui Lewandowski, Krzysztof (mort în 1995), a declarat că i-a dat numele Robert pentru a-i fi mai ușor când se va muta în străinătate ca să joace fotbal. A fost un campion polonez la judo, și de asemenea a jucat fotbal la Hutnik Varșovia în divizia a doua. Mama sa, Iwona, a fost jucătoare de volei la AZS Varșovia, iar mai târziu vice-președinte al Partyzant Leszno. Sora lui, Milena, joacă de asemenea volei și a reprezentat echipa națională U21. Sora lui, Milena, joacă volei și a jucat pentru naționala de tineret U-21. Soția lui, Anna Stachurska, a câștigat medalia de bronz la Cupa Mondială de Karate din 2009. Ei s-au căsătorit pe 22 iunie 2013 în Varșovia.
Lewandowski este practicant catolic. L-a întâlnit pe Papa Francisc în octombrie 2014 când Bayern München a vizitat Vaticanul, în urma unei victorii cu 7–1 împotriva lui AS Roma.
Lewandowski investește prin compania Protos Venture Capital, având acțiuni în mai multe start-up-uri poloneze.
În octombrie 2017, în ziua imediat următoare înscrierii golului care a calificat Polonia la Campionatul Mondial din 2018, Lewandowski a absolvit facultatea de Educație Fizică din Varșovia în antrenorat și management, după un deceniu de studii.

### Media
În 2013, Lewandowski a semnat un contract de sponsorizare cu Nike. Lewandowski joacă folosind ghetele Nike Hypervenom.
Lewandowski a fost ales să fie pe coperta versiunii poloneze a jocului FIFA 15, lângă Lionel Messi. Postura în care Lewandowski sărbătorește marcarea unui gol, cea a ‘X’-ului cu brațele încrucișate și cu degetele arătătoare în sus apare în FIFA 18.

## Legături externe
- Robert Lewandowski Arhivat în 15 ianuarie 2013, la Wayback Machine. la ESPN Soccernet
- Robert Lewandowski Arhivat în 23 iunie 2018, la Wayback Machine. la FIFA
- Robert Lewandowski la 90minut.pl pl